# Bontq
 (décembre 2022).
Bontq — est un système de gestion des projets et suivi des bogues basé sur le Web, lancé le 11 août 2010 par Bontq LLC. La principale différence entre ce système et ceux des concurrents est une multi-plateforme Desktop Client, qui peut capturer des copies d'écran et d'enregistrer des vidéos pour la visualisation des erreurs et pour une collaboration en équipe.

## Revues
Le produit a été revu et commenté par: Tech Republic, Bright Hub, MakeUseOf, KillerStartups, AppAppeal, et mentionné en Smashing Magazine, Web Designer Depot.

## Liens
- Site officiel